# E. E. Bell
Edward Earle Bell (* 27. Dezember 1955) ist ein US-amerikanischer Film- und Fernsehschauspieler.
Bekannt wurde Bell in Deutschland vor allem durch seine Darstellung des Bob Rooney in der Erfolgssitcom Eine schrecklich nette Familie, in der er einen Freund von Al Bundy spielt und Schatzmeister der Vereinigung NO MA’AM ist. Beim US-amerikanischen Fernsehsender Nickelodeon spielte er darüber hinaus die wiederkehrende Rolle des Sicherheitsmannes Barney in der Sketch-Serie The Amanda Show. Bell ist eigenen Angaben zufolge in der Lage, zahlreiche Dialekte zu imitieren und singt in der Stimmlage Tenor. Seit Mai 1998 ist er Sänger in der irisch-amerikanischen Folk-Band The Whooligans in Long Beach und spielt des Weiteren Gitarre und Banjo.

## Filmografie (Auswahl)
- 1993–1997: Eine schrecklich nette Familie (Married … With Children, Fernsehserie, 23 Episoden)
- 1995: Vergiß Paris (Forget Paris)
- 1997: Air Force One
- 2000: Big Brother Trouble
- 2000: The Amanda Show (Fernsehserie, vier Episoden)
- 2000–2003: Reich und Schön (The Bold And The Beautiful, Fernsehserie, sechs Episoden)
- 2001: Thank You, Good Night
- 2004: I Am Stamos (Kurzfilm)
- 2005: Herbie Fully Loaded – Ein toller Käfer startet durch (Herbie: Fully Loaded)
- 2011: Wasser für die Elefanten (Water for Elephants)
- 2016: Hail, Caesar!

Gastauftritte
- 1990: Cheers (Fernsehserie)
- 1997: Beverly Hills, 90210 (Fernsehserie)
- 2001: JAG – Im Auftrag der Ehre (JAG, Fernsehserie)
- 2004: Without a Trace – Spurlos verschwunden (Without a Trace, Fernsehserie)
- 2005: Schatten der Leidenschaft (The Young and the Restless, Fernsehserie, zwei Episoden)
- 2007: Bones – Die Knochenjägerin (Bones, Fernsehserie)
- 2007: Drake & Josh (Episode Die Hochzeit)
- 2007, 2010: How I Met Your Mother (Fernsehserie, zwei Episoden)
- 2008: My Name is Earl (Fernsehserie, eine Episode)
- 2012: Leverage (Fernsehserie, eine Episode)
- 2012: The Mentalist (Fernsehserie, eine Episode)
- 2018: Lethal Weapon (Fernsehserie, eine Episode)